# Mustafa Mahmud
Mustafa Kamal Mahmoud Hussein (en árabe: مصطفى كمال محمود حسين‎; Shibin el-Kom, 27 de diciembre de 1921 – 31 de octubre de 2009), conocido como Mustafa Mahmoud (en árabe: مصطفى محمود‎), fue un doctor, filósofo y escritor egipcio. Mustafa fue docente aunuqe también ejerció como periodista y escritor sobre diferentes temas. Escribió 89 libros en ámbitos como la ciencia, filosofía, religión, política y sociedad así como obras de teatro, cuentos y diarios de viajes.
También fue conocido por su popular programa de televisión العلم والإيمان (برنامج (Ciencia y fe). Mustafá fundó una mezquita, una clínica médica y una organización benéfica que llevan su nombre.

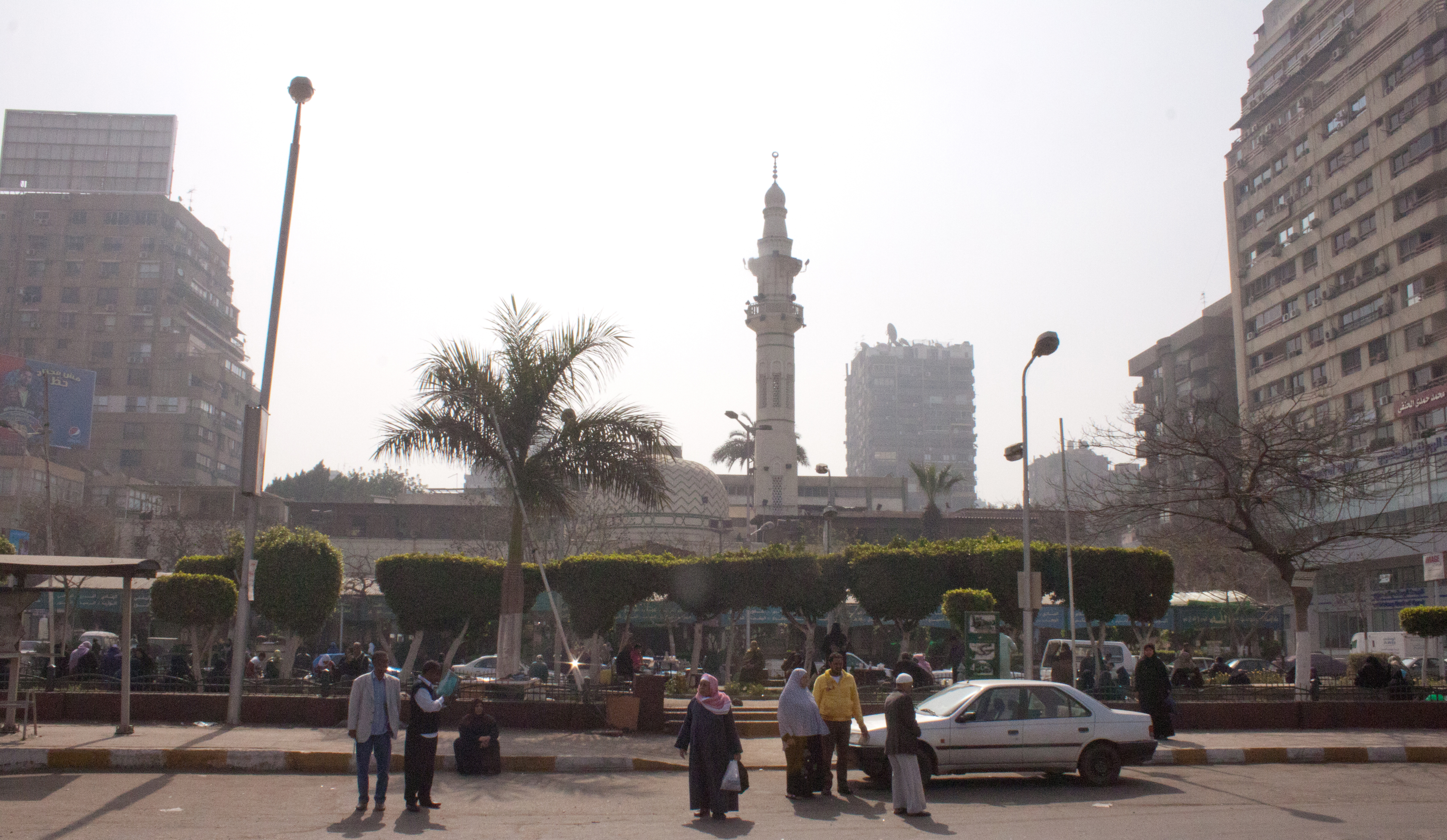
Mostafa Mahmoud Mosque

## Publicaciones

### Obras
1. (2004): Understanding The Qur'an : A Contemporary Approach ISBN 1-59008-022-X
2. (1999): What's Behind The Gate of Death
3. (1998): The Password ISBN 977-08-0694-3
4. (1998): New Quranic Psychology ISBN 978-977-11-1718-6
5. (1997): Israel: The Beginning and The End
6. (1995): The Burning Tomorrow
7. (1994): Islam in the Dike
8. (1992): I Saw God
9. (1992): Political Islam and the Upcoming Battle ISBN 977-08-0403-7
10. (1991): Political Circus Games
11. (1990): Reading for the future ISBN 977-08-0037-6
12. (1989): The Perplexed Question ISBN 977-02-2611-4
13. (1985): Bahai Facts ISBN 977-02-1502-3
14. (1984): Marxism and Islam ISBN 977-02-0969-4
15. (1984): Gentlemen, Unveil These Masks! ISBN 977-02-0901-5
16. (1984): What is Islam? ISBN 977-02-1110-9
17. (1982): From America to the other Shore ISBN 977-02-0255-X
18. (1981): Dialog Antara Muslim Dan Atheis ISBN 9971-77-021-0
19. (1978): The Quran: A Living Creature
20. (1978): Age of Monkeys
21. (1978): The Lie About the Left Islamist Groups ISBN 977-247-404-2
22. (1976): Existence and Nonentity
23. (1975): Muhammad
24. (1975): The Greatest Secret
25. (1974): Dialogue with an Atheist
26. (1972): Allah
27. (1972): The Torah
28. (1970): My journey from Doubt to Belief
29. (1969): The Quran - An Attempt to a Modern Understanding
30. (1961): Einstein and Relativity
31. (1959): Death mystery ISBN 978-977-11-1724-7

### Artículos
1. (1992): The World of Secrets
2. (1985): The Devil Rules
3. (1982): Is It The Age of Insanity? ISBN 977-02-0499-4
4. (1979): Fire under the ashes
5. (1973): The Spirit & The Body
6. (1966): In Love and Life

### Historias cortas
1. (1979): The Antichrist
2. (1966): The Smell of Blood
3. (1964): The Social Gang
4. (1954): Eating Bread

### Novelas
1. (1966): A Man Less Than Zero
2. (1965): Getting out of the Coffin
3. (1965): The Spider
4. (1964): Opium
5. In (1963), he wrote The Earthquake, a play criticizing the Gamal Abdel Nasser regime. Years later, it was released in theaters and starred actor Salah Zulfikar in 1990.[4][5]
6. (1960): The Impossible

### Obras de teatro
1. (1996): A Visit to Heaven and Hell
2. (1982): The Smallest Hell-fire
3. (1973): The Leader
4. (1973): The Devil Lives in our House
5. (1964): The Human and the Shadow
6. (1963): The Earthquake
7. (1963): Alexander The Great

### Diarios de viaje
1. (1971): The Road to the Kaaba
2. (1971): Traveler Stories
3. (1969): Adventure in the Desert
4. (1963): The Forest